# 迪克森 (密蘇里州)
迪克森（英語：Dixon）是位於美國密蘇里州普瓦斯基縣的城市。

## 人口
根據2020年美國人口普查的數據，迪克森的面積為2.71平方千米，皆為陸地。當地共有人口1232人，而人口密度為每平方千米455人。